# Christian Leave
 (janvier 2024).
Christian Akridge (né le 1er mai 2000 au Texas) est un auteur-compositeur-interprète américain. Il est le leader du groupe ayant comme nom son pseudonyme sur les réseaux sociaux, Christian Leave.

## Biographie
Christian a grandi à Wichita Falls et découvert la musique à l'église où son père était pasteur. Il accède à la notoriété sur le réseau social Vine sur lequel il avait plus 800 000 abonnés.

## Discographie
Album
- 2019 : Heartbreak Room

EP
- 2016 : Hope
- 2018 : Trilogy
- 2021 : Heavy Hitting Hurts My Head
- 2021 : Days Like Lost Dogs
- 2022 : Superstar